# Sensor d'imatge

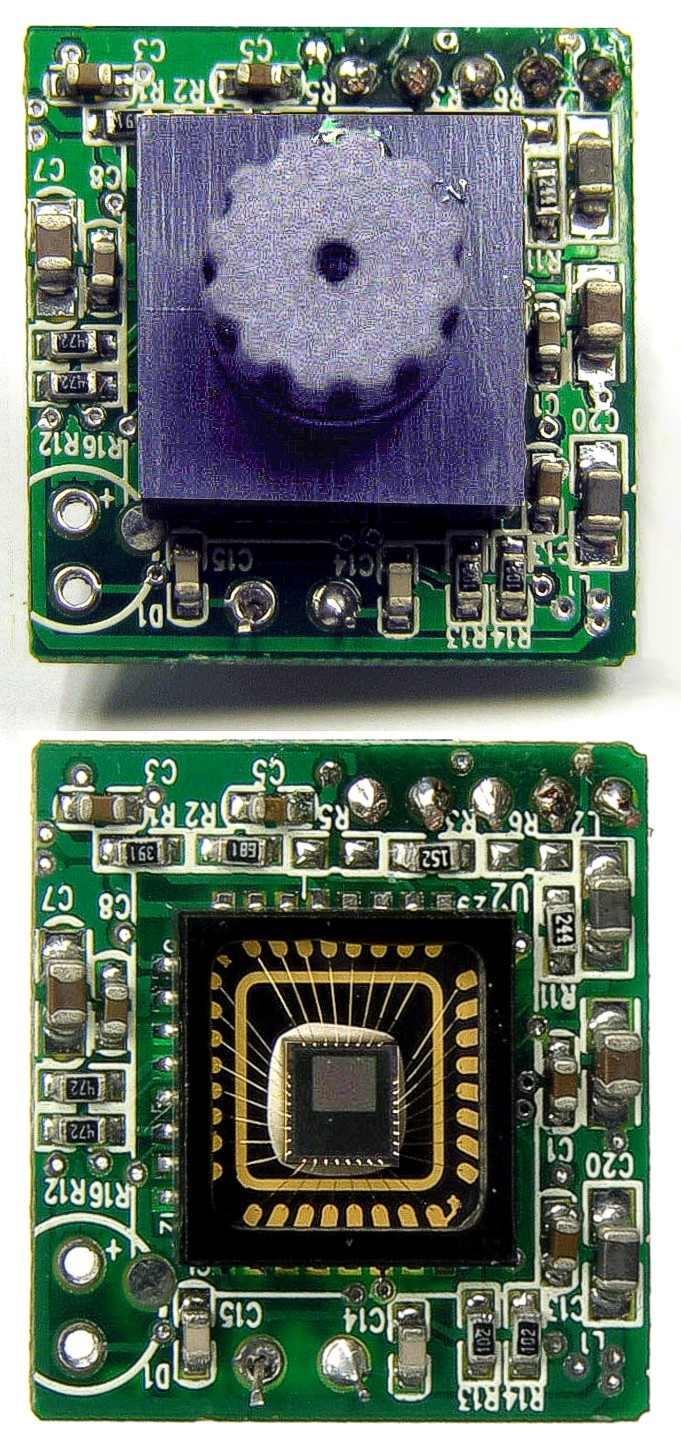
Una webcam USB desmantellada, amb i sense el lent sobre el sensor d'imatge (format Bayer).

El sensor d'imatge és l'element d'una càmera fotogràfica digital que detecta i transmet la informació usada per fer una imatge. Ho fa convertint l'atenuació variable de les ones de llum (a mesura que travessen o reflecteixen objectes) en senyals, petites ràfegues de corrent que transmeten la informació. És a dir, capta la llum que compon la fotografia. Consisteix en un xip format per milions de components sensibles a la llum que quan els exposem formen la imatge fotogràfica.
Els sensors d'imatge s'utilitzen en dispositius d'imatge electrònics tant analògics com digitals, incloent càmeres digitals, mòduls de càmera, telèfons amb càmera, dispositius de ratolí òptic, equip d’imatges mèdiques, equips de visió nocturna com ara dispositius d’imatge tèrmica, radar, i altres. A mesura que canvia la tecnologia, la imatge electrònica i digital tendeix a substituir la imatge química i analògica.
Els dos tipus principals de sensors d’imatge electrònics són el dispositiu acoblat de càrrega (CCD) i el sensor de píxels actius (sensor CMOS). Tant els sensors CCD com CMOS es basen en la tecnologia de metall-òxid-semiconductor (MOS), amb CCDs basats en condensadors MOS i sensors CMOS basats en amplificadors MOSFET (transistor d'efecte de camp MOS). Els sensors analògics per a radiació invisible tendeixen a incloure tubs de buit de diversos tipus, mentre que els sensors digitals inclouen detectors de pantalla plana.

## Història
Els primers sensors analògics per a la llum visible eren tubs de càmera de vídeo. Es remunten als anys trenta i es van desenvolupar diversos tipus fins als anys vuitanta. A principis de la dècada de 1990, havien estat substituïts per moderns sensors d'imatge CCD d'estat sòlid.
La base dels moderns sensors d'imatge d'estat sòlid és la tecnologia MOS, que s'origina a partir de la invenció del MOSFET per Mohamed M. Atalla i Dawon Kahng a Bell Labs el 1959. Investigacions posteriors sobre tecnologia MOS van portar al desenvolupament de sensors d'imatge semiconductors d'estat sòlid, inclosos el dispositiu acoblat a càrrega (CCD) i, posteriorment, el sensor de píxels actius (sensor CMOS).
El sensor de píxels passius (PPS) va ser el precursor del sensor de píxels actius (APS). Un PPS consisteix en píxels passius que es llegeixen sense amplificació i, en què, cada píxel consisteix en un fotodíode i un commutador MOSFET. És un tipus de matriu de fotodíodes, amb píxels que contenen una unió pn, un condensador integrat i MOSFET com a transistors de selecció. G. Weckler va proposar una matriu de fotodíodes el 1968, que va ser la base pel PPS. Aquestes primeres matrius de fotodíodes eren complexes i poc pràctiques. A més, requerien de la fabricació de transistors de selecció dins de cada píxel, juntament amb circuits de "multiplexor" en xip. El soroll de les matrius de fotodíodes també era una limitació del rendiment, ja que la capacitat del bus de lectura del fotodíode va provocar un augment del nivell de soroll. El mostreig doble correlacionat (CDS) tampoc no es podia utilitzar amb una matriu de fotodíodes sense memòria externa.

### Dispositiu acoblat de càrrega (CCD)
El dispositiu acoblat a càrrega (CCD) va ser inventat per Willard S. Boyle i George E. Smith a Bell Labs el 1969. Mentre investigaven la tecnologia MOS, es van adonar que una càrrega elèctrica era l'analogia de la bombolla magnètica i que es podria emmagatzemar en un petit condensador MOS. Com que era bastant senzill fabricar una sèrie de condensadors MOS seguits, els van connectar a una tensió adequada perquè la càrrega es pogués avançar d'un a l'altre. El CCD és un circuit de semiconductors que es va utilitzar posteriorment a les primeres càmeres de vídeo digitals per a la transmissió de televisió.
Els primers sensors CCD van patir un retard de l'obturador. Això es va resoldre en gran manera amb la invenció del fotodiode fixat (PPD). Va ser inventat per Nobukazu Teranishi, Hiromitsu Shiraki i Yasuo Ishihara a NEC el 1980. Era una estructura de fotodetector amb baix retard, baix soroll, alta eficiència quàntica i baix corrent fosc. El 1987, el PPD va començar a incorporar-se a la majoria de dispositius CCD, convertint-se en un dispositiu de càmeres de vídeo electròniques de consum i, més tard, de càmeres fixes digitals. Des de llavors, el PPD s'ha utilitzat en gairebé tots els sensors CCD i després en els sensors CMOS.

### Sensor de píxels actius
El sensor NMOS de píxels actius (APS) va ser inventat per Olympus al Japó a mitjan anys vuitanta. Això es va permetre amb els avenços en la fabricació de dispositius semiconductors MOS, amb l'escalat MOSFET. La primera NMOS APS va ser fabricada per l'equip de Tsutomu Nakamura a Olympus el 1985. El CMOS sensor actiu-píxel (sensor CMOS) va ser posteriorment desenvolupat per Eric Fossum equip 's a la NASA Jet Propulsion Laboratory a 1993. El 2007, les vendes de sensors CMOS havien superat els sensors CCD. A la dècada de 2010, els sensors CMOS desplaçaven en gran manera els sensors CCD en totes les noves aplicacions.

## Sensors CCD i CMOS
Els dos tipus principals de sensors d’ imatge digitals són el dispositiu acoblat de càrrega (CCD) i el sensor de píxels actius (sensor CMOS), fabricats en tecnologies complementàries MOS (CMOS) o MOS de tipus N (NMOS o Live MOS). Tant els sensors CCD com CMOS es basen en la tecnologia MOS, amb condensadors MOS com a blocs bàsics d’un CCD i els amplificadors MOSFET són els blocs bàsics d’un sensor CMOS.
Les càmeres integrades en productes de consum petit utilitzen generalment sensors CMOS, que solen ser més econòmics i tenen un consum d'energia més baix en dispositius alimentats per bateria que els CCD. Els sensors CCD s’utilitzen per a càmeres de vídeo de qualitat d’emissió de gamma alta i els sensors (C) MOS predominen a la fotografia fixa i als béns de consum, on el cost global és una preocupació important. Tots dos tipus de sensors realitzen la mateixa tasca de captura de llum i conversió en senyals elèctrics.
Cada cel·la d'un sensor d'imatge CCD és un dispositiu analògic. Quan la llum impacta contra el xip, es manté com una petita càrrega elèctrica a cada sensor fotogràfic. Les càrregues de la línia de píxels més propera als (un o més) amplificadors de sortida s’amplifiquen i surten. Llavors, cada línia de píxels desplaça les seves càrregues una línia més a prop dels amplificadors, omplint la línia buida més propera als amplificadors. Aquest procés es repeteix fins que totes les línies de píxels han tingut la càrrega amplificada i treta.
Un sensor d'imatge CMOS té un amplificador per a cada píxel en comparació amb els pocs amplificadors d'un CCD. Això es tradueix en menys àrea de captura de fotons que un CCD, però aquest problema s’ha superat mitjançant l’ús de microlents davant de cada fotodíode que focalitzen la llum cap aquest. D’una altra manera, hauria colpejat l’amplificador i no s’hauria detectat. Alguns sensors d'imatge CMOS també utilitzen la il·luminació de la part posterior per augmentar el nombre de fotons que afecten el fotodíode. Els sensors CMOS poden implementar-se potencialment amb menys components, utilitzar menys energia i /o proporcionar una lectura més ràpida que els sensors CCD. També són menys vulnerables a les descàrregues d'electricitat estàtica.

## Aplicació
A la fotografia digital el sensor electrònic és l'equivalent al rodet fotogràfic convencional.
El sensor és una matriu d'elements fotosensibles que funciona convertint la llum que capta en senyals elèctrics que poden recollir-se, mesurar-se i convertir-se en una representació electrònica amb el patró global d'il·luminació que va arribar al sensor.
Finalment, el fitxer informàtic que emmagatzema aquest patró pot ser representat en una pantalla (o en paper fotogràfic realitzant certs processos) de manera que els nostres ulls ho veuen com una imatge.

## Rendiment
Hi ha molts paràmetres que es poden utilitzar per avaluar el rendiment d’un sensor d’imatge, inclosos el rang dinàmic, la relació senyal-soroll i la sensibilitat a la poca llum. Per a sensors de tipus comparables, la relació senyal-soroll i el rang dinàmic milloren a mesura que augmenta la mida.

## Control de temps d'exposició
El temps d’exposició dels sensors d’imatge es controla generalment mitjançant un obturador mecànic convencional, com a les càmeres de cinema, o mitjançant un obturador electrònic. L'obturació electrònica pot ser "global", en aquest cas tota l'acumulació de fotoelectrons de l'àrea del sensor d'imatge comença i s'atura simultàniament; o "rodar": l'interval d'exposició de cada fila immediatament precedeix la lectura d'aquesta mateixa fila, com en un procés que roda a través del marc de la imatge (normalment de dalt a baix en format horitzontal). El tancament electrònic global és menys comú, ja que requereix circuits d'emmagatzematge per mantenir la càrrega des del final de l'interval d'exposició fins que arriba el procés de lectura, normalment uns quants mil·lisegons després.

## Separació de colors
Hi ha diversos tipus principals de sensors d'imatge en color, que es diferencien pel tipus de mecanisme de separació del color:
- Sensor de filtre Bayer: de baix cost i el més comú. Utilitza un conjunt de filtres de color que transmet la llum vermella, verda i blava als sensors de píxels seleccionats. Cada element individual del sensor es fa sensible al vermell, verd o blau mitjançant un gel de color format per colorants químics estampats sobre els elements. La matriu de filtre més comuna, el patró de Bayer, utilitza dos píxels verds per a cada vermell i blau. Això redueix la resolució dels colors vermell i blau. Les mostres de color que falten poden interpolar-se mitjançant un algorisme de desmuntatge o ignorar-se del tot, tenint en compte que s'obtindrà una compressió amb pèrdues. Per tal de millorar la informació del color, tècniques com el mostreig de llocs web de colors utilitzen un mecanisme piezoelèctric per canviar el sensor de color en passos de píxels.
- Sensor Foveon X3: utilitza un conjunt de sensors de píxels en capes, separa la llum mitjançant la propietat inherent d’absorció del silici dependent de la longitud d’ona, de manera que cada ubicació detecta els tres canals de color. Aquest mètode és similar al funcionament de la pel·lícula en color per a la fotografia.
- 3CCD: detecta els colors mitjançant tres sensors d’imatge discrets, amb la separació del color feta per un prisma dicroic. Els elements dicroics proporcionen una separació més nítida del color, millorant així la qualitat d'aquest. Com que cada sensor és igual de sensible dins de la seva banda de pas i a màxima resolució, els sensors 3-CCD produeixen una millor qualitat de color i un rendiment de poca llum. Els sensors 3-CCD produeixen un senyal complet de 4: 4: 4 que es prefereix en la difusió de televisió, l'edició de vídeo i els efectes visuals cromàtics.

## Sensors especials
Els sensors especials s’utilitzen en diverses aplicacions, com ara: la termografia, la creació d’imatges multi-espectrals, els laringoscopis de vídeo, les càmeres de gamma alta, matrius de sensors per a raigs X i altres matrius altament sensibles per a l’astronomia.
Tot i que, en general, les càmeres digitals utilitzen un sensor pla, Sony va prototipar un sensor corbat el 2014 per reduir i/o eliminar la curvatura de camp Petzval que es produeix amb un sensor pla. L'ús d'un sensor corbat permet un diàmetre cada vegada més curt de l'objectiu amb elements reduïts i components amb una obertura més gran i una caiguda de llum reduïda a la vora de la foto.

## Components
Cada un dels elements fotosensibles del sensor es denomina píxel (picture element). El nombre de píxels del sensor se sol mesurar en milions de píxels (o megapíxels, Mpx). De forma general es pot dir que grans nombres indiquen la possibilitat d'imprimir (o visualitzar) fotos a mides més grans amb pèrdues de qualitat menors. Una resolució de 2 Mpx se sol considerar la mínima per a la impressió de fotografies a mida 10x15 cm. Una resolució de 3 Mpx permet imprimir normalment fotografies a mida 20x25 cm.
Un altre factor important pel que fa al sensor és la mida i la forma d'aquest. Un sensor gran que contingui un nombre relativament petit de píxels hauria de tenir una gran àrea per píxel, i viceversa: un sensor petit amb el mateix nombre de píxels tindrà una reduïda àrea per píxel. Els píxels més grans tendeixen a generar una millor qualitat d'imatge i una major sensibilitat.
La forma del sensor sol ser rectangular i la proporció entre alt i ample del sensor també és important, ja que les fotografies finalment obtingudes amb la càmera solen ser amb format 4 / 3 i si el sensor no és 4 / 3 és clar que les imatges captades han de ser processades digitalment per generar una imatge amb aquestes proporcions amb el risc que això comporta d'introduir imperfeccions.
Del citat anteriorment es pot deduir que el millor sensor és gran, amb una proporció de 4 / 3 i amb un gran nombre de píxels. A la pràctica això no és sempre cert, ja que això afecta sensiblement a la mida global de la càmera i al seu preu.

## Tecnologia
Pel que fa a la tecnologia dels sensors, les més esteses actualment són:
- Sensor CCD, és el més estès tant en fotografia com en vídeo.
- Super CCD, és el més estès tant en fotografia com en vídeo.
- Sensor CMOS, que va guanyant pes gràcies al seu menor consum d'energia i el seu menor cost de fabricació.
- Foveon X3 a diferència dels anteriors no realitza interpolació dels colors per a l'obtenció de la imatge.

A més a més, al costat dels quatre tipus de sensors esmentats, algunes marques han optat per aportar noves aproximacions.
Aquest és el cas de Sony i la seva CCD RGBE. La modificació, en aquest cas, es produeix en el filtre Bayer col·locat davant del sensor. En comptes d'apostar per la clàssica combinació de filtres vermells, verds i blaus-amb predominança dels verds per ser l'ull humà més sensible a aquest color-, els enginyers de la companyia han ajustat més aquest paràmetre i han arribat a la conclusió que la nostra vista percep un tipus concret de verd: el maragda. Així, aquest filtre Bayer modificat conté una meitat de píxels verds filtrats específicament per al verd maragda.
Una altra variació seria el xip sensor de Kodak que substitueix els patrons bàsics vermell, verd i blau per cian, magenta i groc. En efecte, mentre altres sensors prenen una imatge 'positiva' aquests graven negatius digitals utilitzant colors secundaris en lloc de primaris (encara que després les dades són convertits a RGB per mantenir la compatibilitat amb la resta del mercat). L'avantatge d'usar aquestes components secundàries és que aquests colors contenen grans factors de transmissió que els colors primaris complementaris qual cosa redunda en una major sensibilitat en certes circumstàncies (no en totes).